# 黄晴宜
黄晴宜（1944年10月—），江苏宿迁人，中华人民共和国政治人物。毕业于原河南农学院园艺系果树专业。1966年3月加入中国共产党，是中共第十五届中央候补委员，第十六、十七届中央委员。曾任第十一届全国政协社会和法制委员会副主任，全国妇联党组书记、副主席、书记处第一书记，中共中央组织部副部长等职。现任中国妇女发展基金会理事长。

## 生平

### 从政经历
“文革”开始这年，黄晴宜从原河南农学院园艺系毕业。受政治运动的影响，1967年才被分配工作；在河南信阳土产公司下属的潢川县“潢湖农场”当技术员。文革期间，黄晴宜曾被下放“五七干校“劳动。1972年恢复工作后；历任信阳地区农科所技术员，河南省农林科学院研究员、人事教育处副处长、农科院副院长、党委书记等职。
1992年，黄晴宜转为党工干部，出任中共河南省委组织部副部长；1995年当选河南省委常委，晋升省委组织部部长；1998年，升任中共河南省委副书记；前后历经侯宗宾、李长春、马忠臣三任省委书记。1999年调中央，出任中组部副部长，成为曾庆红的副手。2002年12月，黄晴宜转任中华全国妇女联合会副主席、党组书记、书记处书记；2003年8月，在全国妇联换届选举中，接替顾秀莲出任全国妇联书记处第一书记。 2008年3月，当选中国妇女发展基金会第五届理事会理事长。 
2010年1月，已逾正部级官员退休年龄的黄晴宜卸任全国妇联领导职务； 当年2月，第十一届全国政协第八次常委会决定增补黄晴宜为社会和法制委员会副主任。